# Ran an den Feind
Ran an den Feind è il terzo e ultimo album in studio del gruppo hard rock neo-nazi tedesco Landser, pubblicato nel 2000.
In Germania è stato bandito da marzo 2001.

## Tracce
Testi di Regener, musiche dei Landser, eccetto ove indicato.
1. Indizintro – 1:46
2. Rock gegen ZOG – 3:33
3. Ran an den Feind – 1:50 (Schultze)
4. OLE – 1:57
5. Reichskoloniallied – 2:59
6. Bundeswehrpilot – 3:31
7. Ballade von den fickenden Chinesen – 0:38
8. Der Hetzer – 1:31
9. Sag mir wo du stehst – 3:36 (Oktoberklub)
10. Volk ans Gewehr – 2:49
11. Rattenplage – 1:54
12. Niemals! – 1:38
13. Wacht an der Spree – 3:07 (Wilhelm)
14. Mitten in Europa – 2:29
15. Braunhemd am Wedding – 2:59
16. Lenker der Schlachten – 6:04
17. Immernoch am Leben – 1:44
18. Wiedermal kein Tor (für Türkiyemspor) – 2:26
19. Tanzorchester immervoll – 4:08 (Thin Lizzy)

## Formazione
- Michael Regener – voce, chitarra
- André M. – basso
- Christian W. – batteria